# アトム法律情報
アトム法律情報株式会社（英：Atom Legal Intelligence Corporation, Inc.）は、東京都千代田区に本社を置くWeb制作・コンテンツマーケティング会社。代表は弁護士の岡野武志（アトム法律事務所）。
主に法律・士業に関するWebサイト・Webメディア制作と、Webコンテンツマーケティング事業を行う。
同社が動画制作と運営を行っている岡野武志のYoutubeチャンネルは累計再生数20億回を超え、チャンネル登録者は145万人を超えている。

## 沿革
- 2016年：岡野武志がレインメーカー株式会社を創業
- 同年9月：交通事故の弁護士ポータルサイト公開、オフィスを永田町二丁目から永田町一丁目に移転
- 2017年：刑事事件の弁護士ポータルサイト公開
- 2019年：Youtube動画事業を本格化
- 2022年：交通事故の治療に関するポータルサイト公開
- 2024年：社名をアトム法律情報株式会社に変更

## 主な事業

### Webメディア事業
- 交通事故弁護士カタログ
- 刑事事件弁護士カタログ
- 法律・士業系サイトの他、治療に関するメディアも展開中

### 動画コンテンツ事業
- 岡野タケシ弁護士【アトム法律グループ】（Youtube）
- 岡野タケシ弁護士【アトム法律グループ】（TikTok）
- 岡野タケシ弁護士【アトム法律グループ】（instagram）

## 所在地
東京本社
- 東京都千代田区永田町 1-11-28 合人社東京永田町ビル7階

大阪支店
- 大阪府大阪市北区曽根崎新地2-6-30 エム・タナカ梅田ビル2階